# Adam Koljo
Adam Koljo (Livónia, 1683 vagy 1699 – Urvaste, 1759. július 11.) észt pietista evangélikus lelkész, író, fordító, a Herrnhuti testvérgyülekezet tagja.

## Élete
Egyike volt azoknak a helyi parasztságból származó észteknek akit Johann Christian Quandt léptetett elő s képzett prédikátorrá. Quandt és észt társai, Michael Ignatius, Matsi Kärt és Mango Hans (akinek apósa Koljo volt) alapozták meg a hit pietista irányzatának terjesztését Livóniában és Észtországban. 1732-ben Quandt egy iskolát alapított Urvastében, amelyben később Koljo is jelentős szerepet játszott. 1752-ben Urvastében Mango Hans utóda lett mint sekrestyés.
Számos munkát fordított német nyelvről észtre. Egyes kutatók neki tulajdonítják John Bunyan A zarándok útja című nagy hatású munkája észtre fordítását is, de ez Mango Hanstól is származhat., Prédikációkat és bibliai történeteket fordított németből, vallásos énekeket komponált, de tehetséges könyvillusztrátornak is számított.

## Fordítás
- Ez a szócikk részben vagy egészben  az   Adam Koljo című német Wikipédia-szócikk ezen változatának fordításán alapul.  Az eredeti cikk szerkesztőit annak laptörténete sorolja fel. Ez a jelzés csupán a megfogalmazás eredetét és a szerzői jogokat jelzi, nem szolgál a cikkben szereplő információk forrásmegjelöléseként.